# Но Джэ Вон
Но Джэ Вон (кор. 노재원; род. 13 октября 1993, Самхо, Йонам, Чолла-Намдо, Республика Корея) — южнокорейский актёр, наиболее известный по роли Нам Гю / Игрока № 124 в южнокорейском телесериале Netflix «Игра в кальмара» (2024—2025). Также он исполнил роль Ким Со Вана в телесериале «Дневная доза солнечного света» (2023). Номинант двух престижных премий Кореи: телепремии «Голубой дракон» и премии «Пэксан»

## Карьера
Но Джэ Вон дебютировал в индустрии в 2020 году, снявшись в короткометражном фильме «Автошкола».
В ноябре 2023 года Но Джэ Вон исполнил роль пациента с бредовым расстройством по имени Ким Со Ван в сериале «Дневная доза солнечного света». Актёр реалистично передал трудности, связанные с размытием границ между реальностью и мечтами, и получил высокие оценки за глубокое эмоциональное выражение.
В октябре 2024 года Но Джэ Вон вместе с актёром Хан Сок Кю снялся в телевизионном сериале «Сомнение» в роли полицейского из команды анализа криминального поведения Ку Дэ Хона.
В декабре 2024 года Но Джэ Вон исполнил роль Нам Гю / Игрока № 124, во втором сезоне телесериала «Игра в кальмара». Его работа получила признание как в стране, так и за её пределами. Позже Но Джэ Вон появился в третьем сезоне сериала, премьера которого состоялась 27 июня 2025 года.

## Фильмография

### Телевидение
| Год  | Название | Роль                | Ист.  |
| ---- | -------- | ------------------- | ----- |
| 2024 | Сомнение | Инспектор Ку Дэ Хон | [ 6 ] |

### Веб-сериалы
| Год       | Название                      | Роль                 | Примечания            | Ист.        |
| --------- | ----------------------------- | -------------------- | --------------------- | ----------- |
| 2023      | Дневная доза солнечного света | Ким Со Ван           |                       | [ 1 ]       |
| 2024      | Парадокс убийцы               | Сан Мин              |                       | [ 7 ]       |
| 2024—2025 | Игра в кальмара               | Нам Гю / Игрок № 124 | 2-й сезон и 3-й сезон | [ 3 ] [ 8 ] |

## Награды и номинации
| Награда                     | Год  | Категория                                       | Работа                        | Результат | Ист.   |
| --------------------------- | ---- | ----------------------------------------------- | ----------------------------- | --------- | ------ |
| Телепремия «Голубой дракон» | 2024 | Лучший актёр-новичок                            | Дневная доза солнечного света | Номинация | [ 9 ]  |
| Премия «Пэксан»             | 2025 | Лучшая мужская роль второго плана — телевидение | Игра в кальмара (2-й сезон)   | Номинация | [ 10 ] |